# Kerry Shale
Kerry Shale (Winnipeg, 4 giugno 1952) è un attore e doppiatore canadese.

## Biografia
Kerry Shale è nato a Winnipeg il 4 giugno 1952 e lavorò per vari teatri londinese, come il National Theatre, l'Hampstead Theatre, l'Almeida Theatre e il Donmar Warehouse. Il suo primo lavoro nel cinema è stato nel film Yentl, diretto da Barbra Streisand. Un altro film dove ha fatto una comparsa fu La piccola bottega degli orrori. Shale ha partecipato a diversi film del regista Michael Winterbottom, come Jude, Benvenuti a Sarajevo, Codice 46 e Genova - Un luogo per ricominciare.
Ha anche lavorato per la BBC Radio, comparendo in diversi programmi e adattamenti radiofonici di storie e romanzi, tra cui i suoi adattamenti de Il dottor Stranamore e Una banda di idioti.
I suoi ruoli di doppiaggio più famosi sono Ringhio in Dennis e Ringhio, Diesel e Sir Topham Hatt in Il trenino Thomas e dozzine di personaggi in Lo straordinario mondo di Gumball.
È il co-conduttore del podcast Is It Rolling, Bob? Talking Dylan, un podcast su Bob Dylan.

## Vita privata
È sposato dal 1996 con Suzanne J. Gibson, vive a Londra dal 1978.

## Filmografia parziale

### Cinema
- Yentl, regia di Barbra Streisand (1983)
- La piccola bottega degli orrori, regia di Frank Oz (1986)
- Superman IV, regia di Sidney J. Furie (1987)
- Jude, regia di Michael Winterbottom (1996)
- Benvenuti a Sarajevo, regia di Michael Winterbottom (1997)
- B. Monkey - Una donna da salvare, regia di Michael Radford (1998)
- Le disavventure di Margaret, regia di Brian Skeet (1998)
- RKO 281 - La vera storia di Quarto potere, regia di Benjamin Ross (1999)
- La carica dei 102 - Un nuovo colpo di coda, regia di Kevin Lima (2000)
- Max, regia di Menno Meyjes (2002)
- Codice 46, regia di Michael Winterbottom (2003)
- The Jacket, regia di John Maybury (2005)
- The Wedding Date - L'amore ha il suo prezzo, regia di Clare Kilner (2005)
- Genova - Un luogo per ricominciare, regia di Michael Winterbottom (2008)
- Universal Soldier: Regeneration, regia di John Hyams (2009)
- A Fantastic Fear of Everything, regia di Crispian Mills (2012)
- Il centenario che saltò dalla finestra e scomparve, regia di Felix Herngren (2013)
- Hello Carter, regia di Anthony Wilcox (2013)
- Blood Moon, regia di Jeremy Wooding (2014)
- Final Portrait - L'arte di essere amici, regia di Stanley Tucci (2017)
- Show Dogs - Entriamo in scena, regia di Raja Gosnell (2018)
- Attacco al potere 3 - Angel Has Fallen, regia di Ric Roman Waugh (2019)
- La furia di un uomo - Wrath of Man, regia di Guy Ritchie (2021)[3]
- Batgirl, regia di Adil El Arbi e Bilall Fallah (2021)[1]

### Televisione
- Sorry! - serie TV, ep.1x03, regia di David Askey (1981)
- Le cronache di Narnia (The Chronicles of Narnia) - serie TV, episodi 1x03-1x06, regia di Alex Kirby (1988)
- Cracker - serie TV, episodio 1x01, regia di Michael Winterbottom (1993)
- Le avventure di Sherlock Holmes (The Adventures of Sherlock Holmes) - serie TV, episodi 4x04, regia di Sarah Hellings (1994)
- Holby City - serie TV, episodio 9x26, regia di Jamie Annett (2007)
- Doctor Who - serie TV, episodio 6x02, regia di Toby Haynes e Julian Simpson (2011)
- The Sandman - serie TV, episodi 1x07, 1x09, 1x10, regia di Andrés Baiz, Coralie Fargeat e Louise Hooper (2022)
- Suspicion - serie TV, episodio 1x5, regia di Chris Long (2022)
- Shakespeare & Hathaway investigatori privati (Shakespeare & Hathaway: Private Investigators) - serie TV, episodio 4x04, regia di Ian Barber (2022)[4]
- Mercoledì (Wednesday) – serie TV, episodio 2x02 (2025)

## Doppiaggio

### Cinema
- Goblin in Labyrinth - Dove tutto è possibile
- Necros in 007 - Zona pericolo
- Unigienix in Asterix e la grande guerra
- personaggi vari in Thomas & Friends: Hero of the Rails, Thomas & Friends: Misty Island Rescue, Thomas & Friends: Day of the Diesels, Thomas & Friends: Blue Mountain Mystery,  Il trenino Thomas - Il re dei binari, Il trenino Thomas - Thomas e i trenini coraggiosi,  Thomas & Friends: The Adventure Begins, Il trenino Thomas - Sodor e il tesoro dei pirati, Il trenino Thomas - La grande corsa, Il trenino Thomas - Viaggio oltre i confini di Sodor ed Il trenino Thomas - Un mondo di avventure
- UNFITA OPS in Il figlio di Babbo Natale
- Taddeo Jones e Kopponen in Le avventure di Taddeo l'esploratore

### Televisione
- Chuck in Budgie the Little Helicopter
- Gnasher in Si salvi chi può! Arriva Dennis
- personaggi vari in Roary l'auto da corsa, Il trenino Thomas, Lo straordinario mondo di Gumball[1]

### Videogiochi
- Werner Von Croy in Tomb Raider: The Last Revelation[5], Tomb Raider: Chronicles[6], Tomb Raider: The Angel of Darkness[7] e Tomb Raider IV–VI Remastered
- Von Croy Senior in Tomb Raider: Chronicles[6]
- personaggi vari in Tomb Raider: The Angel of Darkness[7], Dog's Life[1], Everybody's Golf: World Tour[8], LEGO Ninjago - Il film: Videogame, Terminator: Resistance e LEGO Gli Incredibili
- Fuse in Space Channel 5: Part 2[8]
- Truppe ISA in Killzone[8]
- Toshi e Xavier in Everybody's Tennis Portable
- Lex Luthor in LittleBigPlanet 2, LittleBigPlanet PS Vita[8]
- Argus, Cletus e Rufus in Fuga da Deponia e Caos a Deponia[8]
- Sherlock Holmes in Il testamento di Sherlock Holmes
- Marion Dunby in LEGO City Undercover e LEGO Dimensions[8]
- Ying Yang e Drago in Puppeteer
- Thug 3 in Batman: Arkham VR
- Larry Miller in Steep[8]
- Cressidus e Perceval in Xenoblade Chronicles 2
- Carl Ingram in Hitman 2[8]
- Filbert in Serious Sam 4
- Daniel in Someday You'll Return[8]

## Doppiatori italiani
Nelle versioni in italiano delle opere in cui ha recitato, Kerry Shale è stato doppiato da:
- Oliviero Dinelli in The Sandman, Mercoledì
- Massimo Aresu in Final Portrait - L'arte di essere amici

Da doppiatore è sostituito da:
- Stefano Miceli in Lo straordinario mondo di Gumball (Larry)
- Stefano Santerini in Lo straordinario mondo di Gumball (Robot e Fiore)
- Manfredi Aliquò in Lo straordinario mondo di Gumball (Infermiere cerotto)
- Alessandro Rossi in Lo straordinario mondo di Gumball (Hector)